# بتونس بيك
بتونس بيك هي أغنية مصرية غنتها وردة الجزائرية ومن ألحان صلاح الشرنوبي.
في 2022 طرحت شركة مزيكا الأغنية بتقنية الــHD عبر حسابها على موقع اليوتيوب بمناسبة ذكرى مرور 10 سنوات على وفاة وردة الجزائرية. وفي نفس العام تصدرت الأغنية تريند تويتر بعد أن ظهرت في الحلقة الثالثة من المسلسل الأمريكي فارس القمر للمخرج المصري محمد دياب وحصلت على إعجاب عالمي.

## كلمات الأغنية
بتونس بيك وانت معايا
وبالاقى في قربك دنيايا
لما تقرب، انا بتونس بيك
واما بتبعد، انا بتونس بيك
وخيالك بيكون ويايا
وان جه صوتك بيونسنى
وهواك في البعد بيحرسنى
والشوق يناديلك جوايا
بتمر ساعات بعد لقانا
والروح لوجودك عطشانه توحشنى عينيك
وبالاقى الدنيا بقت فاضيه
مع ان الناس رايحه وجايه وانا بحلم بيك
على طول في خيالى بانديلك
وباقول ياتجيلى ياحاجيلك من غير مواعيد
ويادوبك وفي نفس الثانيه
الاقيك قدامي ياعينيا والايد في الايد -
وساعات باتمنى اني اشوفك
او حتى اشوف منك طيفك مع حلم جميل
ومابين لحظه وبين التانيه
اسمع صوتك مالى الدنيا وفى عز الليل
انت اللى بتسعد اوقاتى
وتأثر على كل حياتى اجمل تأثير
ارجوك ماتسبنيش وحديه
وان غبت ولو حتى شويه كلمنى كتير

## وصلات خارجية
- أغنية بتونس بيك على يوتيوب